# Az eltévedt golyó
Az eltévedt golyó (eredeti cím: Balle perdue) 2020-ban bemutatott francia film Guillaume Pierret rendezésében. A főszerepben Alban Lenoir és Nicolas Duvauchelle látható. 
A Netflix hozta forgalomba 2020. június 19-én. Folytatása 2022-ben jelent meg Az eltévedt golyó 2. címmel.

## Cselekmény
Lino négy betonfalon ment át egy mezei Renault Clio-val, mert pénzhez akart jutni. De elkapják és börtönbe kerül. Charas kihozza őt a börtönből, Lino-nak cserébe a rendőrök autóit kell feltuningolnia, hogy azok versenyképesebbek legyenek. 
Jól működik az együttműködés, de az egyik nyomozás közben Charast megöli a társa. Lino lesz a gyanúsított, rendőrgyilkosság vádjával a rendőrőrsre viszik. Lino kiszabadul a vallatószobából, átverekszi magát a rendőrökön és megszökik. Az egész város őt keresi, ráadásul újabb gyilkosságok történnek, amelyekkel szintén őt vádolják. 
De van egy esélye, amivel ha élni tud, bebizonyíthatja ártatlanságát.

## Szereplők
- Alban Lenoir - Lino
- Nicolas Duvauchelle - Areski
- Ramzy Bedia - Charas
- Stéfi Celma - Julia
- Rod Paradot- Quentin
- Sébastien Lalanne - Marco
- Arthur Aspaturian - Kad
- Patrick Médioni - Jacques